# 瀬川佳英
瀬川 佳英（せがわ かえ、12月14日 - ）は、元宝塚歌劇団花組男役スターで、ダンサー、振付家･演出家、ダンス教師。大阪府池田市、梅花学園中等部出身。愛称ピノ。日舞名取・松本かえ。

## 略歴
- 子供の頃より宝塚コドモアテネに通う。中学校卒で宝塚音楽学校に首席入学。
- 1976年、『ベルサイユのばらⅢ』で初舞台、62期生。宝塚入団時の成績は48人中2位[1]。第13期バンビーズとして活躍。1977年5月17日[1]、花組に配属。
- 1979年、宝塚テレビロマン「はいからさんが通る」に藤原蘭丸役で出演。
- 1980年、『友よこの胸に熱き涙を』で新人公演初主演。
- 1986年、『不思議なカーニバル』でバウホール公演初主演を果たす。
- 1989年11月2日[1]にニューヨーク公演で退団するまで、主にダンスが得意な男役スターとして活躍した。
- 現在は岡山市で主にダンス教師として活動している。

## 宝塚歌劇団時代の主な舞台出演
- 1980年5月、『花小袖』新人公演：禅竹元信（本役:みさとけい）
- 1980年12月、『友よこの胸に熱き涙を』新人公演：ハンス（本役:松あきら／順みつき）＊新人公演初主演
- 1981年2月、『恋の特ダネ』（バウ）ピーター
- 1981年4月、『ファースト・ラブ』新人公演：ダイヤモンド１（本役:松あきら）
- 1981年5月、『ミステリー・ラブ』（バウ）プリンス
- 1981年10月、『エストレリータ』新人公演：ジュリアーノ（本役：順みつき）
- 1982年4月、『アルカディアよ永遠に』新人公演：ジョー（本役：松あきら）
- 1982年6月、『イブにスローダンスを』（バウ）エドワード
- 1982年9月、『夜明けの序曲』ジョージ、新人公演：川上音二郎（本役：松あきら）
- 1983年3月、『霧深きエルベのほとり』新人公演：カール･シュナイダー（本役：順みつき）／『オペラトロピカル』水鳥
- 1983年11月、『アンダーライン』（バウ）モロウ刑事
- 1984年10月、『オクラホマ!』（バウ）ジャッド・フライ
- 1985年4月、『愛あれば命は永遠に』ベートーベン
- 1985年6月、『ジャパン･ファンタジー』／『ドリームズ･オブ・タカラヅカ』（第5回ハワイ公演）
- 1985年9月、『テンダー・グリーン』スタウト／『アンドロジェニー』ジョルジュ・サンド
- 1986年1月、『微風のマドリガル』リカルド／『メモアール･ド・パリ』オレンジ泥棒、ウエイトレス（東京）
- 1986年3月、『不思議なカーニバル』（バウ）ザミエル　＊バウホール公演初主演
- 1986年6月、『真紅なる海に祈りを』イアロス／『ヒーローズ』ヤンキー娘S
- 1986年12月、『第1回バウ・コンサート』（バウ）
- 1987年2月、『遥かなる旅路の果てに』マローニン刑事／『ショー・アップ・ショー』フライングラバー女
- 1987年4月、『真紅なる海に祈りを』（地方）イノバーバス（大劇場時：大浦みずき）／『ヒーローズ』ソルジャーS
- 1987年8月、『あの日薔薇一輪』フランク、代役：バーナード（本役：大浦みずき）／『ザ・レビュースコープ』代役：ラテンの男S、タンゴの男S（本役：大浦みずき）[2]
- 1987年10月、『琥珀色の雨にぬれて』（地方）ミッシェル／『ヒーローズ』
- 1987年12月、『あの日薔薇一輪』（東京）スティーブ(大劇場時：朝香じゅん）／『ザ・レビュースコープ』ラテンの男S
- 1988年3月、『キス・ミー・ケイト』マックス
- 1988年5月、『タイム・アダージオ』（バウ）ピーター、侯爵、ルイス、ダーナA
- 1988年9月、『宝塚をどり讃歌'88』／『フォーエバー!・タカラヅカ』白鍵のダンサーA
- 1989年1月、『会議は踊る』コズロフ少佐／『ザ・ゲーム』キャリビー・ジョー
- 1989年6月、『ロマノフの宝石』アンジェロ／『ジタン・デ・ジタン』火の鳥の男S
- 1989年10月、『TAKARAZUKA』（『宝塚をどり讃歌』／『タカラヅカ・フォーエバー』)(ニューヨーク公演）＊退団公演